# Roberto Panisi
Arles Roberto Panisi (Villafranca di Verona, 29 aprile 1943 – Treviso, 6 giugno 1998) è stato un calciatore italiano, di ruolo centrocampista.

## Carriera
Tra il 1965 e il 1972 gioca per sette stagioni con il Padova in Serie B e in Serie C, collezionando 170 presenze, di cui 74 tra i cadetti. Debutta con i biancoscudati il 26 settembre 1965 contro il Mantova (sconfitta per 1-0), mentre disputa la sua ultima partita con i padovani il 18 giugno 1972 contro il Belluno (pareggio per 0-0).